# Crímenes online
Crímenes online es una serie documental española presentada por Samantha Hudson y producida por Flooxer para Atresmedia. Se estrenó en la plataforma Atresplayer Premium el 4 de septiembre de 2022.

## Formato
En el programa se investigan y describen actividades delictivas cometidas en la red en España, y se entrevista a víctimas y a algunos de sus perpetradores. La emisión se realiza bajo un formato true crime que llevará a Samantha a diversos lugares con el objetivo de recoger los testimonios de los protagonistas.

## Producción y estreno
La serie, dirigida por Carlo Padial y Carlos de Diego, ha sido producida por Flooxer. La primera temporada consta de seis episodios de aproximadamente 24 minutos de duración.
Sus dos primeros episodios se estrenaron el 4 de septiembre de 2022. A partir de entonces, se estrenó un nuevo episodio en la plataforma de streaming Atresplayer Premium cada domingo. A principios de diciembre de 2022, Floxxer anunció que la serie pasaría a emitirse en abierto a partir del 16 de ese mismo mes.

## Episodios
| N.º | Título                                              | Fecha de lanzamiento original |
| --- | --------------------------------------------------- | ----------------------------- |
| 1   | «El ataque de los Macro-Falcos furros»              | 4 de septiembre de 2022       |
| 2   | «La cancelación de María Frisa»                     | 4 de septiembre de 2022       |
| 3   | «Forocoches: el ángulo muerto del internet español» | 11 de septiembre de 2022      |
| 4   | «En busca de John Cobra»                            | 18 de septiembre de 2022      |
| 5   | «El ladrón de móviles»                              | 25 de septiembre de 2022      |
| 6   | «El troll de los perros»                            | 2 de octubre de 2022          |